# Uszty-ilimszki járás

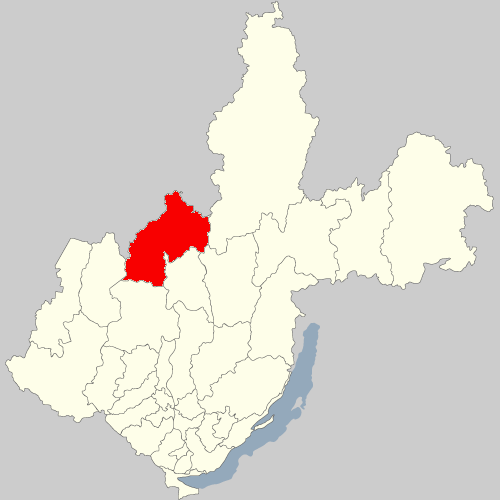
Az Uszty-ilimszki járás az Irkutszki területen

Az Uszty-ilimszki járás (oroszul Усть-Или́мский райо́н) Oroszország egyik járása az Irkutszki területen. Székhelye Uszty-Ilimszk.

## Népesség
- 1989-ben 25 832 lakosa volt.
- 2002-ben 21 154 lakosa volt.
- 2010-ben 18 589 lakosa volt, melyből 16 869 orosz, 621 ukrán, 189 tatár, 126 fehérorosz, 102 tadzsik stb.